# Camada semirredutora

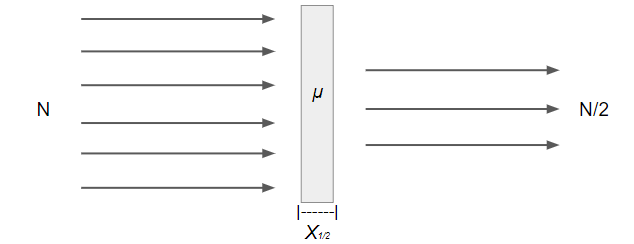
Atenuação do número de fótons à metade do valor incidente ao atravessar um material de espessura X_{1/2} e coeficiente linear de atenuação μ

A camada semirredutora (CSR) é a espessura necessária de um material absorvedor que, uma vez colocado sob um feixe de Raios X ou Raios Gama, reduz a sua intensidade para a metade da intensidade inicial .
A camada semirredutora  também pode ser expressa em termos de taxa de kerma no ar, em vez de intensidade: a CSR é a espessura do material especificado que "atenua o feixe de radiação de tal forma que o kerma no ar é reduzido para metade do seu valor original. [...] Nesta definição, considera-se excluída a contribuição de qualquer radiação espalhada que não estava presente inicialmente no feixe considerado."

## Dedução
Tanto os raios-X como os raios gama são ondas eletromagnéticas, portanto, comportam-se da mesma forma quanto às suas atenuações ao cruzarem um meio material . Tomando-se um feixe monoenergético de qualquer desses raios, há-se a lei de atuação: 
N = N0e-μx                                                                         (1)
Na qual x é a espessura do material; μ é coeficiente de atenuação linear do meio; e I e 𝐼0, respectivamente, são a intensidade final, antes do feixe atravessar o meio, e inicial, após atravessá-lo . Neste caso, a atenuação atua na diminuição do número de fótons do feixe incidente, então podemos calcular a espessura 𝑋 para a qual esse número de reduz à metade :
𝑁0/2 = 𝑁0𝑒−μ𝑋1/2 ⇒ 1/2 = 𝑒−μX1/2 ⇒ 𝑙𝑛 |1/2| = − μ𝑋1/2                          (2)
logo:
CRS = X1/2 ≃ 0,693/μ                                                   (3)
Analisando a equação (1), vê-se que, devido ao seu caráter exponencial, o número de fótons só se anulará, isto é, tenderá a zero, quando a espessura for-se ao infinito e, consequentemente, é-se impossível, na prática, uma blindagem perfeita 

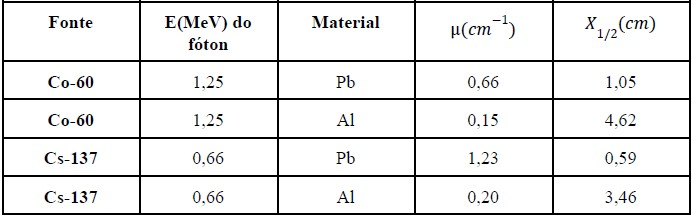
Valores de μ e 𝑋_{1/2} para materiais de chumbo e alumínio frente a duas fontes de radiação.

Deve-se notar que o valor da camada semirredutora de um material depende do seu tipo, portanto, de seu coeficiente de atenuação linear. Por sua vez, o coeficiente de atenuação linear depende da energia dos fótons incidentes. Ao lado se encontra uma tabela encerrando valores de μ e 𝑋1/2 para materiais de chumbo e alumínio frente a duas fontes de radiação :

## Camada semirredutora na saúde
É necessário o teste de qualidade anual da camada semirredutora nos serviços de radiodiagnóstico médico. No serviço de radiodiagnóstico odontológico é necessário o controle de qualidade beinal(ou bianualmente) da camada semirredutora.
A camada semirredutora para mamografia (filme/tela) deve estar entre os valores medidos de kVp/100 e kVp/100 + 0,1 mm equivalentes de alumínio. A camada semirredutora deve incluir a contribuição da filtração produzida pelo dispositivo de compressão.